# Orodesma
Orodesma là một chi bướm đêm thuộc họ Erebidae.

## Loài
- Orodesma apicina Herrich-Schäffer, 1868